# 95951 Ernestopalomba
95951 Ernestopalomba este o planetă minoră (asteroid) din centura de asteroizi. A fost descoperită pe 18 august 2003 la  de Fabrizio Bernardi⁠(d). 
Obiectul prezintă o orbită caracterizată de o semiaxă mare de 3,1506184769922 UAi, o excentricitate de 0,11, o înclinație de 16,8 ° în raport cu ecliptica.